# Rosette (Arguenon)
Die Rosette ist ein Fluss in Frankreich, der im Département Côtes-d’Armor in der Region Bretagne verläuft. Sie entspringt im Gemeindegebiet von Éréac, entwässert in einem Bogen Richtung Ost bis Nordwest und mündet nach rund 31 Kilometern am nördlichen Ortsrand von Jugon-les-Lacs als rechter Nebenfluss in den Arguenon.

## Orte am Fluss
- Broons
- Trémeur
- Trédias
- Jugon-les-Lacs